# Stan Wagon
Pour les articles homonymes, voir Wagon (homonymie).
Stanley Wagon est un mathématicien américano-canadien, professeur de mathématiques au collège Macalester du Minnesota. Il est l'auteur de nombreux livres de théorie des nombres, géométrie et mathématiques computationnelles, et est également connu pour ses sculptures sur neige.

## Biographie
Wagon naît à Montréal et fait ses études de premier cycle à l'université McGill de Montréal, dont il sort diplômé en 1971. Il obtient son doctorat en 1975 au collège Darmouth sous la direction de James Earl Baumgartner. Il épouse la mathématicienne Joan Hutchinson, et ensemble ils partagent un poste à la faculté du Smith College puis à Macalester, où ils partent en 1990,,.

## Livres
- The Banach-Tarski Paradox (Cambridge University Press, 1985)[4]
- Old and New Unsolved Problems in Plane Geometry and Number Theory (avec Victor Klee, Mathematical Association of America, 1991)[5]
- Mathematica® in Action: Problem Solving Through Visualization and Computation (W.H. Freeman, 1991; 2e éd., Springer, 1999; 3e éd., Springer, 2010)
- Animating Calculus (avec E. Packel, TELOS, 1996)
- Which Way Did the Bicycle Go? (avec J. D. E. Konhauser et D. Velleman, Mathematical Association of America, 1996)
- VisualDSolve: Visualizing Differential Equations with Mathematica (avec Dan Schwalbe, TELOS, 1997; 2e éd., avec Schwalbe et Antonin Slavik, Wolfram Research, 2009).
- A Course in Computational Number Theory (avec David Bressoud, Springer, 2000)
- The Mathematical Explorer (Wolfram Research, Inc., 2001)
- The SIAM 100-Digit Challenge: A Study in High-Accuracy Numerical Computing (avec Laurie, Bornemann, et Waldvogel, SIAM, 2004)[6]

## Autres activités
Wagon est également connu pour avoir roulé en vélo à roues carrées,, pour ses sculptures mathématiques sur neige,,,,,,
et pour avoir nommé l'Arche 420, une arche naturelle dans le sud de l'Utah.

## Prix et distinctions
Wagon reçoit le prix Lester R. Ford décerné par la Mathematical Association of America pour son article de 1988, « Fourteen Proofs of a Result about Tiling a Rectangle ».
Wagon et ses co-auteurs Ellen Gethner et Brian Wick reçoivent le Prix Chauvenet en 2002 pour leur article de 1998, « A Stroll through the Gaussian Primes ».
Il est également lauréat du Prix Allendoerfer en 2015 pour son article écrit avec Andrew Beveridge « The Sorting Hat Goes to College » et paru dans Mathematics Magazine (Vol. 87, no. 4, octobre 2014, pp. 243-251).